# Приключение Сокола
«Приключение Сокола» (англ. The Falcon's Adventure) — американский детективный фильм режиссёра Уильяма Бёрка, который вышел на экраны в 1946 году.
Это тринадцатый из 16 фильмов о светском частном детективе по прозвищу Сокол и последний фильм киносериала от студии RKO Pictures с Томом Конуэем в главной роли.
В этом фильме Том Лоуренс по прозвищу Сокол (Том Конуэй) и его друг и помощник Голди Локк (Эдвард Брофи) становятся свидетелями похищения соседки по отелю, бразильянки Луизы Браганзы (Мэдж Мередит), но Сокол спасает её. Выясняется, что дядя Луизы изобрел формулу синтетических алмазов, за которой охотится международный торговец алмазами Саттон (Роберт Уорик) и подчинённая ему банда. Сокол и Голди приезжают вместе с Луизой в Майами, где бандиты убивают дядю Луизы, а затем и его партнёра, подставляя Сокола в обоих преступлениях. В конце концов, Сокол срывает план Саттона похитить Луизу на яхте, чтобы заполучить формулу, и помогает полиции задержать всех членов банды.
Современные кинокритики в целом позитивно оценивают картину, отмечая увлекательный сюжет с интересными поворотами и высокий темп повествования.

## Сюжет
В нью-йоркской гостинице «Брэдшоу» частный детектив Том Лоуренс, известный как Сокол (Том Конуэй), вместе со своим другом и помощником Голди Локком (Эдвард Брофи) готовится отправиться на рыбалку в Адирондакские горы на севере штата, чтобы отдохнуть там «от женщин и от преступлений». В коридоре Сокол сталкивается с привлекательной незнакомкой (Мэдж Мередит), а затем при выходе из отеля предлагает её подвезти, но она отказывается и берёт такси. При этом на улице за ней следят двое подозрительных мужчин. По дороге машину Сокола обгоняет такси, из которого та же незнакомка знаками просит о помощи. Сокол начинает преследовать такси на большой скорости, по дороге подрезая полицейскую машину с инспектором Кэвэно (Джозеф Крехан). Вскоре Соколу удаётся перегородить такси дорогу, после чего таксист сразу же убегает, а девушка направляется к Соколу. К нему также приближаются полицейские, машину которых он подрезал. Девушка не хочет иметь дело с полицией и просит её срочно увезти. Прежде чем инспектор Кэвэно успевает подбежать к ним, Сокол на машине срывается с места и уезжает. В брошенном такси полицейские находят забытую сумочку девушки с квитанцией из гостиницы «Брэдшоу».
Том провожает девушку до номера в гостинице, где им открывает дверь пожилой джентльмен. Девушка, которую зовут Луиза, представляет Соколу своего дядю Энрико Берганзу (Андре Шарлот) из Бразилии, который на следующий день улетает в Майами. Когда Сокол сообщает ему, что сегодня Луизу пытались похитить, таксист Майк Гири (Фил Уоррен), который делал это, стоит за дверью и подслушивает разговор. Энрико рассказывает, что разработал усовершенствованную формулу производства промышленных алмазов, что может принести большую прибыль, и преступники, вероятно, охотятся за этой формулой. Целый ряд алмазных синдикатов может быть заинтересован в её получении. Энрико рассказывает Тому, что они с Луизой едут в Майами, чтобы встретиться с профессором Джей Ди Денисоном (Иэн Волф), другом из Бразилии, который ведёт работу по организации финансовой поддержки проекта Энрико. Сразу после того, как Том и Луиза уходят, чтобы проверить авиабилеты, Гири проникает в гостиничный номер Энрико и стреляет в него, а затем роется в его бумагах. Том неожиданно возвращается за портсигаром, что вынуждает Гири поспешно скрыться в соседней комнате. Когда Том склоняется над лежащим на полу Энрико, подкравшийся сзади Гири бьёт его по голове, а затем уходит.
Вскоре в отеле появляется инспектор Кэвэно со своими людьми. Они заходят в номер Энрико, видя, что тот тяжело ранен, а Том стоит подле него. Перед смертью Энрико успевает прошептать, что Сокол связан с формулой. Кэвано арестовывает Тома, и когда они садятся, чтобы ехать в участок, Том резко выскакивает из машины и перепрыгивает в машину Голди, которая уносится на большой скорости. Оторвавшись от полицейского преследования, Сокол и Голди возвращаются в отель. Тем временем в номере Энрико появляется молодая девушка, которая представляется сержанту полиции Данкану (Гарри Харви) как Хелен Рэй (Кэрол Форман), служанка Луизы. В это же время Том забирается в номер через окно. Луиза, которая доверяет Тому, передаёт ему конверт с формулой с просьбой доставить его Денисону, давая его описание как старого больного человека, который не курит. Они договариваются о встрече в Майами, и Том удаляется через окно.
В поезде, идущем в Майами, Том и Голди слышат через стену шумную ссору в соседнем купе между молодой блондинкой Дорис Блэндинг (Мирна Делл) и её ухажёром Бенни (Стив Броуди). Когда Бенни хватает девушку, и она начинает кричать, Том не выдерживает, заходит в их купе и требует, чтобы Бенни немедленно удалился. После его ухода Дорис просит Тома разрешить провести ночь в их купе, так как опасается возвращения Бенни. Том и Голди соглашаются помочь Дорис и меняются с ней купе. Некоторое время спустя Бенни заходит в купе, где Дорис сообщает ему, что тщательно обыскала все вещи Тома и Голди, но никаких документов по формуле не нашла. При переселении они унесли с собой один портфель, и, как предполагает Дорис, нужные документы они могут держать в нём. Бенни заряжает газовый баллон, который предполагает распылить в купе, чтобы Том и Голди отключились на час. За это время они предполагают найти документы. Через несколько минут после того, как Бенни запускает в купе газ, туда заходит Дорис и начинает обыскивать вещи Тома и Голди. В конце концов она находит под подушкой у Тома конверт на имя Денисона, в котором, предположительно хранится запись формулы. Забрав конверт, Дорис удаляется. Утром проводник рассказывает Тому, что Дорис, которая некоторое время назад сошла с поезда в Саванне. Том рассказывает Голди, что вчера вечером заподозрил что-то неладное, и потому положил под подушку конверт с фальшивой формулой на случай появления воров.
В Майами Том и Голди берут машину и отправляются Денисону. Около его дома они замечают Хелен Рэй, которая, видимо, прилетела на самолёте. Том поручает Голди проследить за Хелен, а сам уезжает на автомобиле. Некоторое время спустя в ресторане к ожидающему Тому подсаживается Голди, рассказывая, что Хелен отправилась на бега, где к ней подошёл мужчина, и они удалились вместе. Том решает немедленно ехать к Денисону. Около дома Том поручает Голди последовать за ним, если он не вернётся в течение пятнадцати минут.
Дверь открывает пожилой болезненный мужчина, представляющийся Денисоном, но когда он просит сигарету, Том понимает, что это подставной человек. Том собирается уходить, предлагая заехать за формулой к нему в отель, но Денисон полагает, что формула у Тома с собой. Когда Том собирается уходить, из соседней комнаты выходят вооружённые Гири и Бенни, которые на его глазах бьют Денисона, заявляющего, что они запугали его. Гангстеры догадались, что Денисон специально попросил сигарету, чтобы дать Тому понять, что что-то не так. Они уверены, что формула у Тома с собой и требуют её немедленно отдать. Когда бандиты собираются обыскать Тома, он хватает Бенни, и под его прикрытием пытается выйти из дома. В этот момент сзади появляется Дорис с пистолетом в руке, останавливая Тома. Гири избивает Тома, а затем обыскивает его, но формулы так и не находит. Тем временем Бенни сообщает, что Денисон мёртв, скорее всего причиной смерти стало больное сердце.
Дорис собирается немедленно уйти, но Бенни предлагает перед уходом вызвать полицию. Когда полицейские появятся, они обнаружат труп Денисона и Тома рядом с ним, что пустит следствие в ложном направлении. Голди видит, как удаляются Дорис, Бенни и Гири, после чего заходит в дом. Он помогает Тому подняться, и в этот момент они слышат звуки полицейской сирены, но успевают незаметно скрыться. Тем не менее газеты выходят с заголовками, что Сокол разыскивается за убийство. К шефу отдела убийств, лейтенанту Эвансу (Джейсон Робардс - старший) приезжают Кэвэно и Данкан, которым он показывает найденный на месте преступления бумажник Тома. Кэвэно говорит, что для того, чтобы найти Тома, надо найти Луизу Берганзу.
Том звонит Луизе в гостиницу, сообщая, что формула по-прежнему у него, после чего они договариваются о встрече вечером в клубе «Патио». Затем Том отправляет Голди в гостиницу, а сам направляется на стадион для собачьих бегов, чтобы выяснить, с кем там встречалась Хелен. К Луизе в номер приходят Кеннет Саттон (Роберт Уорик), которого она знает как друга Денисона. Саттон говорит, что по-прежнему заинтересован в формуле и готов продолжить финансирование. Он предлагает вместе отправиться в Бразилию на его яхте, и там обсудить все дела. Когда Саттон просит показать ему формулу, Луиза отвечает, что получит её только вечером.
В гостиничном номере Голди встречают Хелен и её вооружённый муж Паоло (Тони Барретт), которого Голди видел на бегах. Они требуют отдать формулу, но в этот момент в номер незаметно заходит Том, заставляя Паоло отдать пистолет Голди. Когда Том говорит, что у полиции есть все основания обвинить Хелен в убийствах, она рассказывает, что Паоло проиграл все их деньги и бегах. Узнав о формуле, она решила первой приехать к Денисону, чтобы перехватить её, а затем продать, чтобы покрыть долги. Том понимают, что пара не имеет отношения к убийствам. Он говорит, что лучше всего для них будет уехать из города как можно дальше. На следующей неделе открывается сезон собачьих бегов в Гаване, и он обещает купить им билет туда в один конец.
Кэвэно с помощником следят за Луизой в клубе «Патио», где она ждёт Тома. Заметив в зале детективов, Том звонит им по телефону, и от имени полиции Майами сообщает, что они задержали Сокола и держат его в участке. Полицейские немедленно уходят из ресторана. Вскоре там появляются Саттон и Дорис, замечая в зале Тома с Луизой. Саттон отправляет Дорис в машину, а сам остаётся ждать Луизу. По настоянию Луизы Том отдаёт ей конверт с формулой. Она замечает Саттона, рассказывая о нём Тому, после чего направляется к его столику. Саттон приветствует её, предлагая отплыть сегодня вечером. Луиза даёт согласие, и Саттон вызывается подвезти Луизу до гостиницы на своём автомобиле. Выйдя следом из ресторана, Том замечает в их машине Дорис, после чего бросается за ними в погоню.
Обе машины подъезжают к особняку, где Дорис выходит, а к машине Тома подходит Гири с пистолетом в руке. Он заставляет Тома ехать на пустынный пляж, где собирается застрелить его, однако Том дверью от автомобиля выбивает у него пистолет и начинает драку. Одержав верх, Гири садится в автомобиль и уезжает. Голди выходит из клуба, встречая на набережной бредущего Тома. Тот звонит в гостиницу, выясняя, что Луиза выписалась, не оставив адреса. Узнав от местного парня Джимми (Дэвид Кота) о боях аллигаторов, Том от имени Саттона вызывает на ферму аллигаторов Дорис и Бенни. Встретив их, Том угрожает им пистолетом и заставляет залезть в бассейн с аллигаторами. Когда Голди пугает их искусственной головой аллигатора, Бенни соглашается всё рассказать. Он говорит, что Саттон возглавляет международную организацию промышленных алмазов. Саттон боялся, что формула Бреганзы разрушит его бизнес, и потому пытался избавиться от формулы и от всех, кто с ней связан. Сегодня вечером Саттон увозит Луизу на яхте, чтобы забрать у неё формулу, а затем убить её.
Том вырубает Бенни, после чего просит Джимми позвонить в полицию и сообщить, что Сокол будет на яхте «Морская звезда». Сам же вместе с Голди срочно выезжает туда на машине. Тем временем, случайно подслушав разговоры на яхте, Луиза начинает догадываться, что Саттон — не тот, за кого себя выдаёт. Она берёт конверт с формулой, открывает его и прячет вложенный листок в туфель. Когда Луиза просит у Саттона разрешения спуститься на пятнадцать минут на берег, Саттон не пускает её и запирает в каюте. Он требует отдать ему формулу немедленно, но Луиза говорит, что у неё формулы нет. Тогда Саттон зовёт Гири, и они обыскивают её каюту. Не дождавшись Бенни и Дорис, Саттон приказывает отплывать, уверенный в том, что в открытом море Луиза отдаст ему формулу. Он даёт понять, что его люди расправились с Энрико и Денисоном. Подъехавшие Том и Голди, заметив, что яхта готовится к отплытию, расправляются с охраной и поднимаются на борт. Гири предупреждает об этом Саттона, после чего начинается драка Тома и Голди с его людьми. В этот момент к яхте подъезжают Кэкэно и Эванс в сопровождении полицейского отряда. Поднявшись на борт, полицейские арестовывают Саттона и его команду. Том заходит в каюту к Луизе, которая просит у него прощения. Когда они собираются поцеловаться, появляются Кэвэно и Эванс, которые снимают с Тома все подозрения.

## В ролях
- Том Конуэй — Том Лоуренс
- Мэдж Мередит — Луиза Браганза
- Эдвард Броуфи — Голди Локк
- Роберт Уоррик — Кеннет Саттон
- Мирна Делл — Дорис Блендинг
- Стив Броуди — Бенни
- Иэн Волф — Джей Д. Денисон
- Кэрол Форман — Хелен Рэй
- Джозеф Крехан — инспектор Кэвэно
- Фил Уоррен — Майк Гири
- Тони Барретт — Паоло Рэй
- Гарри Харви — детектив сержант Данкан
- Джейсон Робардс — старший — лейтенант Эванс

## Создатели фильма и исполнители главных ролей
Уильям Берк с 1934 года был сценаристом, продюсером и режиссёром почти 100 фильмов, в основном, категории В, многие из которых были вестернами, а позднее много работал на телевидении. Среди наиболее известных его работ — «Сокол в Мексике» (1944), «Дик Трейси» (1945), «Алиби Сокола» (1946, продюсер), «Кодекс Запада» (1947), «Сокровища Монте-Кристо» (1949), «Девушка из ФБР» (1951) и «Ненавидящий полицейских» (1958).
В этом фильме Том Конуэй в последний раз сыграл роль Сокола. После этого фильма Конуэй снимался в таких комедиях, как «Веселье в уикэнд» (1947) и «Одно прикосновение Венеры» (1948), в детективных фильмах «Вызов» (1948) и «13 оловянных солдатиков» (1948), в которых он исполнил роль детектива-любителя, капитана Драммонда, а также в фильме нуар «Мошенница» (1952). В 1951—1953 годах Конуэй играл главную роль инспектора Сэйбера в детективном телесериале «Марк Сэйбер» (1951—1953, 64 эпизода), и впоследствии в основном работал на телевидении, завершив актёрскую карьеру в 1964 году
В этом фильме Эдвард Брофи в последний раз появляется в роли приятеля Сокола по имени Голди Локк. Как написал кинокритик Дерек Виннерт, «невысокий, лысеющий и хрипловатый, Брофи играл тупых полицейских и гангстеров, но больше всего был известен своими ролями в серии фильмов о Соколе».
Как пишет Виннерт, вскоре после этого фильма в жизни исполнительницы главной женской роли Мэдж Мередит произошёл «трагический поворот». 30 июня 1947 года она была осуждена и приговорена к тюремному заключению сроком от пяти лет до пожизненного за соучастие в нападении на своего бывшего менеджера Николаса Джанаклиса и его телохранителя Верна Дэвиса. В марте 1951 года официальные власти признали, что Мередит была подставлена Джанаклисом. Она была освобождена из тюрьмы, и суд постановил вернуть ей дом, который занял Джанаклис, который, как было установлено, подставил её, чтобы получить право собственности на этот дом. После выхода на свободу Мередит играла в основном эпизодические роли в телесериалах, окончательно завершив кинокарьеру в 1964 году.

## История создания фильма
Это тринадцатый и последний фильм в киносериале студии RKO Pictures о Соколе, и десятый фильм, в котором Том Конуэй сыграл заглавную роль.
Это ремейк второго фильма цикла «Свидание с Соколом» (1942), в котором главную роль Гея Лоуренса, известного как Сокол, сыграл брат Конуэея, Джордж Сандерс.
Фильм находился в производстве с 9 апреля по конец апреля 1946 года и был выпущен на экраны 13 декабря 1946 года.
Через два года после этого фильма независимая продюсерская компания Film Classics возобновила серию фильмов о Соколе, выпустив ещё три картины с Джоном Калвертом в роли Майкла Уоринга, известного как Сокол — «Дьявольский груз» (1948), «Встреча с убийцей» (1948) и «В поисках опасности» (1949).

## Оценка фильма критикой
По словам историка кино Дерека Виннерта, этот «детективный триллер категории В… является сносным, довольно занимательным фильмом, хотя, по понятным причинам, на этой стадии сериала есть явные признаки истощения из-за повторного использования материала». Как отметил киновед Деннис Шварц, «Бёрк поставил живой, но рутинный детектив в рамках продолжительного сериала о Соколе». По мнению критика, «история слабо написана Майклом Арленом и Обри Висбергом; в сюжете есть дыры глубиной с Атлантический океан».
Историк кино Рон Беккер полагает, что «с годами качество фильмов сериала о Соколе то повышалось, то снижалось, но этот последний фильм на удивление увлекателен, показывая, что в персонаже всё ещё оставалась какая-то жизнь, даже несмотря на столь длительный срок сериала». По мнению критика, первая половина фильма довольно стандартна для сериала о Соколе. Так, тема с формулой искусственных алмазов ранее использовалась в фильме «Свидание с Соколом», помощь девушке, попавшей в беду, послужила основой для сюжетов «Сокола в Мексике» и «Сокола в Голливуде», и, кроме того, в сериале было несколько фильмов, в которых Сокола ложно обвиняли в преступлении, в результате чего он был вынужден бороться за своё честное имя. Но, как отмечает Беккер, после медленного и шаблонного начала «фильм начинает преподносить сюрприз за сюрпризом… Сюжет никогда не бывает предсказуемым, и истинные намерения персонажей, время от времени появляющихся в фильме, далеко не ясны».
Как далее пишет Беккер, режиссёр Уильям Бёрк «не использует какого-либо особого стиля при съёмках фильма, что сильно отличается от его работы в фильме „Сокол в Мексике“, но его режиссура, безусловно, соответствует сюжету. Актёрская игра на высшем уровне — как и всегда в сериале, хотя большинство актёров относительно не известны». Беккер отмечает, что Голди Локк произносит несколько забавных реплик или участвует в юмористических ситуациях, что повышает наслаждение от фильма. Финал памятен «на удивление долгой дракой на палубе яхты, которая доставляет большое удовольствие». А «единственным явным недостатком, помимо медленного начала, является нелепая сцена ближе к концу, где Сокол использует поддельного аллигатора, чтобы добиться признания от одного из преступников». Подводя итог, Беккер пишет: «Нельзя сказать, что этот фильм представляет собой что-то особенное. Просто фильм обладает многими развлекательными качествами. В фильме мало второстепенного материала, поэтому всё происходит в быстром темпе». Эту картину можно «порекомендовать в качестве примера увлекательного детективного фильма 1940-х категории В».